# Issaga Kane
Issaga Kane, né le 11 mai 2003 à Dakar (Sénégal), est un footballeur sénégalais qui joue au poste de milieu relayeur au ASC Jaraaf.

## Biographie
Issaga Kane est un footballeur international sénégalais né le 11 mai 2003 à Dakar qui joue au poste de milieu relayeur. Formé par l'académie Galaxy Sport de Salif Diao, Issaga Kane est parti monnayer son talent dans le club espagnol de Granada CF en janvier 2022. Après un passage fructueux en Espagne, il rentre au bercail et s'engage avec ASC Jaraaf en mars 2023. Issaga Kane remporte la coupe du Sénégal édition 2023 avec le club de la Médina. Il est également champion du Sénégal édition 2025 avec ASC Jaraaf et nommé meilleur joueur de la saison 2025.

## Palmarès
ASC Jaraaf
- Championnat du Sénégal (1)
  - Champion : 2025
- Coupe du Sénégal (1) 
  - Vainqueur : 2023
  - Finaliste : 2025

### Distinctions individuelles
- Équipe Type Championnat du Sénégal de football 2025